# Tomba tràcia d'Aleksàndrovo
La Tomba d'Aleksàndrovo és un túmul traci excavat a prop d'Aleksàndrovo, província de Khàskovo, al sud-est de Bulgària, datat del segle iv abans de la nostra era. La tomba es va descobrir el 17 de desembre del 2000, quan una màquina feia moviments de terres. Uns saquejadors van entrar en la tomba, i en danyaren alguns frescos. El 2001 l'arqueòleg búlgar Georgi Kitov va dirigir una excavació preventiva de la tomba, i en trobà una cambra redona d'uns tres metres de diàmetre, accessible per una petita avantcambra i un túnel d'uns sis metres de longitud. Tant l'avantcambra com la sala principal estan decorades amb frescos ben conservats que reflecteixen els coneixements de l'artista sobre l'art clàssic tardà i l'hel·lenístic primerenc. El fresc de la sala principal representa una escena de caça en què un senglar és atacat per un caçador a cavall i un home nu amb una labris, que s'interpreta com la representació del poder reial, i l'home nu com la representació de Zalmoxis, el déu solar traci semblant a Zeus.
Un grafit de l'habitació, inscrit amb el nom traci «Kozemases», indica el nom del mecenes de la tomba o l'artista.
Aquesta tomba tràcia data de la primeria del segle iv abans de la nostra era. Les pintures murals mostren el canvi d'aspecte per influència grega. En les pintures murals han desaparegut barbes, tatuatges, capes, botes, barrets i trosses. El calçat grec substitueix les botes. La tomba podia ser de Tribal·lis.
També s'observen altres canvis, com que els tracis porten torques d'or o bronze al coll (normalment tres).

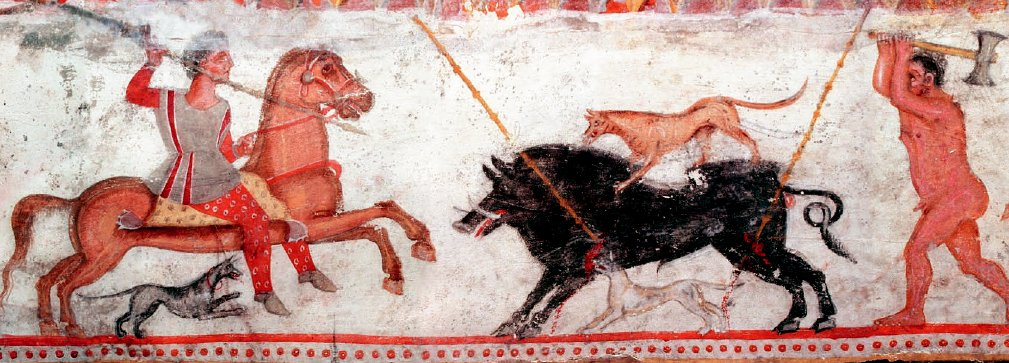
Escena de caça en el fresc de la cambra principal

El 2004 aquest jaciment, amb el nom de «Tomba tràcia amb pintures murals al costat del poble d'Aleksàndrovo», fou inscrit en la Llista Indicativa de Bulgària com a pas previ per a formar part del Patrimoni de la Humanitat de la UNESCO.